# Tour de Colombie 2007
Le Tour de Colombie 2007, qui se déroule du 28 juillet au 12 août 2007, est une épreuve cycliste remportée par le Colombien Santiago Botero. Cette course est composée d'un prologue et de quatorze étapes.

## Classement général
| Classement final | Classement final | Classement final | Classement final             | Classement final   |
|                  | Coureur          | Pays             | Équipe                       | Temps              |
| ---------------- | ---------------- | ---------------- | ---------------------------- | ------------------ |
| 1er              | Santiago Botero  | Colombie         | Orbitel-UNE                  | en 57 h 3 min 19 s |
| 2e               | Hernán Buenahora | Colombie         | Lotería de Boyacá-Indeportes | + 4 min 45 s       |
| 3e               | Israel Ochoa     | Colombie         | Lotería de Boyacá-Indeportes | + 8 min 16 s       |
| modifier         |                  |                  |                              |                    |